# Harrisia tortuosa
Harrisia tortuosa ist eine Pflanzenart in der Gattung Harrisia aus der Familie der Kakteengewächse (Cactaceae). Das Artepitheton tortuosa bedeutet ‚gewunden, reichlich mit Windungen‘.

## Beschreibung
Harrisia tortuosa wächst strauchig mit aufrechten oder später übergebogenen oder niederliegenden, dunkelgrünen Trieben, die bei Durchmessern von 2 bis 4 Zentimeter bis zu 1 Meter lang werden. Es meist sieben gerundete, etwas gehöckerte Rippen vorhanden. Die ein bis drei kräftigen anfangs roten Mitteldornen werden später fast schwarz. Sie sind 3 bis 4 Zentimeter lang. Die sechs bis zehn pfriemlichen und hellfarbigen Randdornen erreichen eine Länge von bis zu 2 Zentimeter.
Die Blüten erreichen eine Länge von bis zu 16 Zentimeter. Die kugelförmigen, gehöckerten roten Früchte tragen einige wenige Dornen und erreichen einen Durchmesser von 3 bis 4 Zentimeter.

## Verbreitung, Systematik und Gefährdung
Harrisia tortuosa ist in Uruguay, in Paraguay, im Nordosten Argentiniens und möglicherweise Bolivien in tiefen Lagen verbreitet.
Die Erstbeschreibung als Cereus tortuosus erfolgte 1838 durch Christoph Friedrich Otto und Albert Gottfried Dietrich. Nathaniel Lord Britton und Joseph Nelson Rose stellten die Art 1920 in die Gattung Harrisia.  Ein weiteres nomenklatorisches Synonym ist Eriocereus tortuosus (J.Forbes ex Otto & A.Dietr.) Riccob. (1909).
In der Roten Liste gefährdeter Arten der IUCN wird die Art als „Least Concern (LC)“, d. h. als nicht gefährdet geführt.

## Nachweise